# Marcel Lucain
Pour les articles homonymes, voir Lucain (homonymie).
 (mars 2021).
La mise en forme du texte ne suit pas les recommandations de Wikipédia : il faut le « wikifier ».
Les points d'amélioration suivants sont les cas les plus fréquents :
- Les titres sont pré-formatés par le logiciel. Ils ne sont ni en capitales, ni en gras.
- Le texte ne doit pas être écrit en capitales (les noms de famille non plus), ni en gras, ni en italique, ni en « petit »…
- Le gras n'est utilisé que pour surligner le titre de l'article dans l'introduction, une seule fois.
- L'italique est rarement utilisé : mots en langue étrangère, titres d'œuvres, noms de bateaux, etc.
- Les citations ne sont pas en italique mais en corps de texte normal. Elles sont entourées par des guillemets français : « et ».
- Les listes à puces sont à éviter, des paragraphes rédigés étant largement préférés. Les tableaux sont à réserver à la présentation de données structurées (résultats, etc.).
- Les appels de note de bas de page (petits chiffres en exposant, introduits par l'outil «  Source ») sont à placer entre la fin de phrase et le point final[comme ça].
- Les liens internes (vers d'autres articles de Wikipédia) sont à choisir avec parcimonie. Créez des liens vers des articles approfondissant le sujet. Les termes génériques sans rapport avec le sujet sont à éviter, ainsi que les répétitions de liens vers un même terme.
- Les liens externes sont à placer uniquement dans une section « Liens externes », à la fin de l'article. Ces liens sont à choisir avec parcimonie suivant les règles définies. Si un lien sert de source à l'article, son insertion dans le texte est à faire par les notes de bas de page.
- La présentation des références doit suivre les conventions bibliographiques. Il est recommandé d'utiliser les modèles {{Ouvrage}}, {{Chapitre}}, {{Article}}, {{Lien web}} et/ou {{Bibliographie}}. Le mode d'édition visuel peut mettre en forme automatiquement les références.
- Insérer une infobox (cadre d'informations à droite) n'est pas obligatoire pour parachever la mise en page.

Pour une aide détaillée, merci de consulter Aide:Wikification.
Si vous pensez que ces points ont été résolus, vous pouvez retirer ce bandeau et améliorer la mise en forme d'un autre article.
Marcel Lucain, né Louis Buttafoghi le 18 novembre 1894 à Marseille et mort le 7 mars 1963, à Paris, est un journaliste, écrivain et directeur de journaux puis de musée du XXe siècle en France.

## Biographie
Louis Buttafoghi naît le 18 novembre 1894 à Marseille. Il a commencé sa carrière comme rédacteur politique du journal quotidien parisien Le Matin, l'un des quatre grands quotidiens dans les années 1910 et 1920, tirant un million d'exemplaires à la veille de 1914, mais dont la diffusion baissa à partir des années 1920. Il y adopte très jeune le pseudonyme de « Marcel Lucain ».
Recruté au sein du Matin pour développer le service politique du quotidien Paris-Midi, il en est l'éditorialiste officiel et fait venir du Matin son ami Yves Krier, qui est nommé chef des informations. Ensuite rédacteur en chef politique de Paris-Midi, il est également chargé de mission au Maroc et en Afrique du Nord . Marcel Lucain se montre convaincu en 1931 que l'Exposition coloniale internationale est une "édifiante manifestation" de la mission coloniale de la France,. Dans un livre consacré à l'Italie fasciste et publié en 1933, il souligne que sa Charte du travail permet d'organiser la collaboration de classes et « fait pour beaucoup le mérite du régime fasciste en lui donnant « un intérêt supérieur à toutes les formes plus ou moins originales de dictature » ». 
L'hebdomadaire belge de droite Pourquoi pas le présente comme un des meilleurs écrivains et journalistes politiques français, ainsi que « l’un des plus zélés à soutenir  Gaston Doumergue dans son effort d’apaisement » lorsqu'il est rappelé comme président du Conseil, après la manifestation du 6 février 1934 et ses événements sanglants devant l'Assemblée nationale française, pour former un gouvernement d'union nationale où se côtoient André Tardieu et Édouard Herriot.
Six mois plus tard, en octobre 1934, il s'élève contre l'immigration dans les colonnes du journal, à l'unisson avec la presse d'extrême droite et dénonce « la lamentable carence des services chargés de l'épuration et du contrôle des étrangers en France » . Ses articles sont « lus avec passion », très critiqués à gauche, mais ils « influent sur la formation des gouvernements ». Le président du Conseil en juin 1936, Léon Blum, le présentera dans ses mémoires comme un « journaliste intelligent et expert à flairer les courants de l'atmosphère politique ». 
Marcel Lucain est par ailleurs chroniqueur parisien du Petit Marseillais, le plus important des journaux de province puis rédacteur en chef du quotidien Le Temps. Conférencier, il milite pour la réforme de l'État.
Il est fait grand officier de la Légion d'honneur en 1949, alors qu'il est rédacteur en chef de la revue Hommes et Monde. Il est ensuite un conservateur militant du Musée de la France d’outre-mer , qui sera rebaptisé « musée des Arts africains et océaniens » en 1960 puis « musée national des Arts d'Afrique et d'Océanie » à partir de 1990, construit à l'occasion de l'Exposition coloniale internationale de 1931. En 1950, il y succède à Marius Ary-Leblond, un écrivain venu de La Réunion, qui avait été cofondateur de la Société des romanciers et auteurs coloniaux en 1924, afin de défendre la littérature coloniale et « de servir la plus grande France » en donnant « à la propagande coloniale l’impulsion la plus large et le caractère le plus élevé ». 
C'est l'époque où le musée « renoue avec la conception primitive » voulue lors de sa fondation par Gaston Palewski lorsqu'il était chef de cabinet de Paul Reynaud, alors ministre des Colonies. Marcel Lucain « prétend ramener le musée à ses origines » en le qualifiant de “ Maison du Maréchal Lyautey " et organise une exposition remarquée sur l'explorateur Pierre de Brazza. Il est décédé en 1963.
Il décède le 7 mars 1963 à son domicile du 12 rue Vineuse dans le 16e arrondissement de Paris. 